# Matupi
Matupi (birmano: မတူပီမြို့ [mətùbì mjo̰]) es una localidad del Estado Chin, en el oeste de Birmania. Dentro del estado, Matupi es la capital del municipio homónimo en el distrito de Mindat.
En 2014 tenía una población de 8622 habitantes, en torno a la sexta parte de la población municipal.
Históricamente era una pequeña localidad rural llamada "Batupuei", que destacaba por su tamaño entre las aldeas de los chin. A principios de siglo XX ya tenía más de mil casas. En 1948, los británicos le dieron el estatus de capital municipal. Por su situación geográfica, el área que rodea a Matupi suele sufrir corrimientos de tierra en la estación lluviosa.
Se ubica unos 60 km al noroeste de Mindat, sobre el camino de montaña que lleva a la capital estatal Hakha.